# 4-Cloro-metcatinona
4-cloro-metcatinona es una droga perteneciente a las catinonas sintéticas, popularizadas como  sales de baño, sustancia artificial cuyos componentes se pueden extraer de la planta Khat.

## Historia
Las catinonas sintéticas han sido usadas desde la década del siglo XX con fines de investigación farmacológica, pero en las primeras décadas del siglo XXI se comenzó a usar para la venta en los mercados de droga ilícitos.
La 4-cloro-metcatinona tuvo su primera aparición en el año 2014 en  Bélgica según el reporte de Global SMART de la Oficina de las Naciones Unidas contra la Droga y el Delito expresado en el informe Nº 4 publicado en el año 2020 por la Mesa Nacional de Nuevas Sustancias Psicoactivas, en el mismo año  a nivel internacional figura en el informe elaborado por la Brigada Investigadora de Sustancias Químicas Controladas como un elemento o sustancia de abuso.

### Comercialización en Chile
La 4-cloro-metcatinona aparece por primera vez en Chile en mayo de 2022, luego de que un operativo realizado por la Policía de Investigaciones en colaboración con el Servicio Nacional de Aduanas y el Ministerio Público, llamado “Regalo”, incautaran 2 kilos de 4-cloro-metcatinona en peluches importados desde España.

## Efectos
Esta droga se compone principalmente de catonina extraída de la planta Kaht. Esta sustancia es alterada específicamente en su anillo aromático, lo que causa un cambio en la concentración de los neurotransmisores de la serotonina, y en su amina terminal, esta adulteración tiene como objetivo aumentar los neurotransmisores que producen la dopamina, ocasionando finalmente un incremento de los efectos estimulantes para el consumidor.

## Modo de Consumo
- Oral
- Inhalación
- Inyectable
- Aspiración